# Fladtrykthed
En kugles fladtrykthed er et udtryk for, hvor meget den afviger fra en sædvanlige kugle (altså en ellipsoide, hvor alle tre akser er lige lange kaldet en rotationsellipsoid) og i stedet har en kortere akse på den ene led.
For en planets vedkommende er fladtryktheden ikke så meget et spørgsmål om, hvor fladtrykt den faktisk er (ved polerne) – det er mere et spørgsmål om, hvor meget den buler ud (ved ækvator). Det sker grundet planeternes rotation.
Sædvanligvis vil tyngdekraften trække partikler ind i en perfekt kugle (eller sfære), da det giver den mindste mængde potentiel tyngdekraftsenergi. Grundet rotationen og centrifugalkraften vil partiklerne dog være mindre tilbøjelige at blive trukket ind omkring ækvator (hvor de bevæger sig hurtigst i forhold til rotationsaksen) end de vil omkring polerne (hvor de tilsvarende er langsommest).
Man kan sammenligne det med at man sidder på en kontorstol med tunge lodder i hænderne strakt ud fra kroppen. Stolen sættes i rotation. Under rotationen begynder man at trække lodderne ind mod sig. Dette vil give indsigt i to ting. Det ene er, at rotationen vil blive hurtigere (vinkelhastigheden øges grundet bevarelse af impulsmomentet). Samtidig vil personen, der sidder på stolen, føle, hvorledes lodderne kræver større og større kraft for at blive trukket ind (grundet den øgede centrifugalkraft givet den øgede vinkelhastighed).
Dette er det samme for en planet. Når en planet dannes vil den i starten være en langsomt roterende, tynd skive af spredte partikler, der efterhånden bliver nok til at danne et centrum for tyngdekraft. Herefter vil tyngdekraften trække partiklerne ind i en ellipsoide og altså gøre skiven af partikler mindre i diameter og højere på midten. Dette forårsager så, at rotationen bliver hurtigere.
På et tidspunkt vil den energi, der frigives ved at trække partikler ind til en perfekt kugle for at minimere den potentielle tyngdekraftsenergi være mindre end den energi, det kræver at trække partikler ind mod midten for at modvirke centrifugalkraften – altså en balance mellem de to kræfter. På dette tidspunkt vil planeten opnå sin endelige (fladtrykte) form. Denne kan kun ændres, hvis planetens rotation eller masse ændres af eksterne faktorer. Som et lukket system vil formen aldrig ændre sig.
Matematisk set angives fladtrykthed som:
{\displaystyle f={\frac {a-b}{a}}=1-b\!:\!a\ \approx {3\pi  \over 2GT^{2}\rho }}
hvor {\displaystyle a} er den ækvatoriale radius, {\displaystyle b} er den polære radius og {\displaystyle b:a} er forholdet i mellem de to. Ovenstående approksimation er gyldig for en planet bestående af flydende masse med en ensartet massefylde. Det er en funktion af gravitationskonstanten {\displaystyle G} rotationstiden {\displaystyle T} og massefylden {\displaystyle \rho }.